# تيمول
تي مول دوت كوم (بالإنجليزية: Tmall.com)‏ ((بالصينية: 天猫; البينيين: Tiānmāo))، تابوباو مول سابقا (بالإنجليزية: Taobao Mall)‏، من أشهر الموقع الإلكترونية التجارية في الصين العظمى. تعتمد على التجارة بالتجزئة بأسلوب البيع من الشركة إلى المستهلك وهو أحد فروع مجموعة علي بابا الصينية.
تعتبر تي مول منصة للشركات الصينية المحلية والشركات الدولية لبيع السلع إلى المستهلكين في الصين مباشرة. لدى الموقع أكثر من 500 مليون مستخدم نشط شهريا وفقا لإحصائية فبراير 2018.

## التاريخ
ظهرت منصة تي مول. كوم للمرة الأولى من قبل منصة تاوباو في أبريل 2008 تحت اسم تاوباو مول ((بالصينية المبسطة: 淘宝商城; بالصينية التقليدية: 淘寶商城; البينيين: Táobǎo Shāngchéng))، منصة تجارة إلكترونية رقمية تبيع السلع من الشركات للمستهلك وبذلك فهي تختلف عن تاوباو الذي يعتمد على أسلوب البيع من مستهلك إلى مستهلك أخر.
في نوفمبر 2010، أعلن تابوباو مول اطلاق نطاق ويب مستقل بعنوان، تي مول. كوم، للتمييز بين قوائم التجار وتحديد ما إذا كانوا مالكي علامات تجارية أم موزعين معتمدين. في الوقت نفسه، أطلقت حملة إعلانية بقيمة 30 مليون دولار أمريكي لتعريف العلامات التجارية بين المستهلكين. أعلنت أيضا تركيزها على جوده المنتجات وتحسين خدمات الشحن.
في يونيو 2011، أعلن رئيس مجلس الإدارة والرئيس التنفيذي لمجموعة علي بابا، رجل الأعمال الصيني جاك ما، عن عملية إعادة هيكلة كبرى لشركة تاوباو وتقسيم المجموعة إلى ثلاث شركات منفصلة وهم:
- منصة تي مول، منصه بيع من الشركات للعميل.
- تاوباو مول، منصه بيع عميل لعميل.
- إي تاو، محرك بحث خاص بالتجارة الإلكترونية.

أشاد الخبراء بتلك الخطوة ووصفها بالضرورية لمواجهة التهديدات التنافسيه التي ظهرت في العامين الماضيين والتي تغير خلالها مشهد الإنترنت والتجارة الإلكترونية بشكل كبير.
في أكتوبر 2011، شهد موقع تي مول. كوم موجتين غضب وحملات تشويه متتاليتين عبر الإنترنت لقيامه بزيادة الرسوم المفروضة على البائعين بشكل كبير، حيث ارتفعت رسوم الخدمة السنوية من 6,000 يوان، ما يعادل 940 دولار أمريكي، إلى 60 ألف يوان، ما يعادل 9,400 دولار أمريكي. في حين ارتفع مبلغ الإيداع الإلزامي من 10,000 يوان، ما يعادل 1,570 دولار أمريكي، إلى 150,000 يوان، ما يعادل 23,500 دولار أمريكي. أصدر الموقع بيانا يدين الموجتين ويبرر الزيادة بأنها تهدف إلى التخلص من التجار أصحاب البضائع المقلدة والرديئة ومن يوفروا خدمة عملاء سيئة.
يوفر الموقع ميزه للمتاجر التي تحصل على أعلى تقييمات للخدمة والجودة من العملاء وتحقق مبيعات عالية استرداد جزئي أو كامل.
في 11 يناير 2012، تغير اسم الموقع الصيني رسميا إلى تيان ماو (天猫)، النطق الصيني لتي مول، ويعني حرفيا قطة السماء.
في عام 2013، أعلنت مجموعة علي بابا تحقيقها عائدات بقيمة 270 مليار دولار أمريكي.
في الربع الأول من عام 2013، نجح موقع تي مول في السيطرة على 51.3% من حصة السوق الصيني للبيع من الشركات للعميل مباشرة.
في فبراير 2014، أعلنت مجموعة علي بابا إطلاق منصة تي مول جلوبال كسوق للعلامات التجارية والمتاجر الأجنبية لبيعها مباشرة إلى المستهلكين الصينيين. يشترط النموذج العالمي عدم وجود كيان قانوني للتجار في الصين ولا مخزونا في البلاد. اشتركت في المنصة الجديدة عدد كبير من العلامات التجارية التي وجود في الصين سوقا استيراجيا لمنتجاتها مثل كاستكو من الولايات المتحدة الأمريكية ودي إم ماركت من ألمانيا.
بعد تغريدة المدير العام لهيوستن روكيت عن هونغ كونغ على موقع التواصل الإجتماعي تويتر، قام موقع تي مول بإزالة أي عناصر متعلقة بالمؤسسة من مواقعها.

## المقاييس
حجزت تي مول. كوم خادم لها برقم 1997-10-17 مع الحوسبة السحابية لمجموعة علي بابا (بكين)، تضم المنصة حاليا أكثر من 70,000 علامة تجارية دولية وصينية من أكثر من 50,000 متجر لأكثر من 180 مليون مشتري. في عام 2010، نجحت المنصة في الحصول على المركز الأول من بين جميع مواقع البيع بالتجزئة مباشرة للعميل من حيث حجم المعاملات حيث بلغت قيمة إجمالي البضائع 30 مليار يوان صيني ما يعادل ثلاثة أضعاف المبلغ الذي حققته منصة باي 360، أقرب منافس لها.
تسيطر المنصة على 47.6% من حصة البيع بالتجزئة مباشرة للعميل عبر الإنترنت في الصين، تتبعها منصة باي 360 بنسبة 16.2% ثم منصة أمازون بنسبة 4.8%.
سجلت منصة تي مول. كوم برقم 1997-10-17 وفقا لأليكسا إنترنت، وفقا لتقرير نشر في يوليو 2014، حصلت منصة تي مول على المرتبة الثامنة عشر كأكثر المنصات زيارة على مستوى العالم والمركز السابع في الصين.

## الميزات
تعتبر منصة علي باي، منصة ضمان عبر الإنترنت، المملوكة لمجموعة علي بابا الخيار الأفضل للمعاملات المالية على منصة تي مول.
كما هو الحال في تاوباو مول، يمكن للمشترين والبائعين التواصل قبل اتمام عملية الشراء باستخدام تطبيق علي وانج وانج ((بالصينية: 阿里旺旺; البينيين: ālǐ wàngwàng))، تطبيق مراسلة فورية تدعمه المنصة. ساهم التطبيق في بناء طريق للحوار بين البائعين أو فريق خدمة العملاء والمستهلك سواء للاستعلام عن المنتجات أو المساومة في السعر.
على عكس باقي المواقع ومنصات الإنترنت مثل أمازون، يتطلب تشغيل متجر تي مول فريقا متخصصا ومتعدد الوظائف. يمكن تعيين الفريق من قبل التاجر أو كما هو الحال في معظم الحالات من خلال وكالة شركاء تي مول المعتمدة التي تدير المتجر نيابة عن صاحب المتجر.

### فيتنام
في عام 2010، دخلت علي باي فيتنام، بشبكة تصل إلى 21,000. تأمل شركة أنت فايناشيل أن تساعد شبكتها في فيتنام الصينين والسياح على الدفع عبر خاصية علي باي.

## وصلات خارجية
- تيمول على موقع Google Play (الإنجليزية)
- تيمول على موقع Google Play (الإنجليزية)

- الموقع الرسمي